# Toperczer Ilka

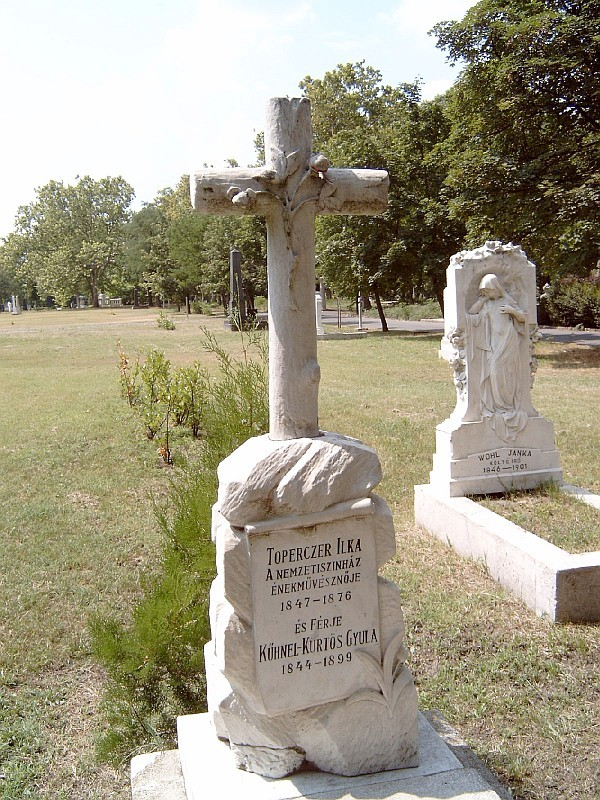
Sírja Budapesten, a Kerepesi úti temetőben (28-1-101)

Toperczer Ilka, Toperczer Magdolna Amália Stephana (Pest, 1847. július 11. – Budapest, Józsefváros, 1876. szeptember 24.) operaénekesnő (szoprán).

## Életútja
Atyja Toperczer János fővárosi ügyvéd, anyja Paulovszky (Pawlowsky) Emilia énekesnő. 1847. július 17-én keresztelték a pest-belvárosi római katolikus plébánián. 1867. szeptember 7-én debütált a Nemzeti Színházban, mint Faust Margitja. 1868—70-ben a lipcsei színháznál működött, 1869. november 11-én ismét a Faustban és 1870. május 5-én fellépett a Nemzeti Színházban a Lohengrinben mint Elsa, és ekkor leszerződött az intézethez. 1873 elején megvált a színháztól, és ezidőtől fogva leginkább hangversenyeken lépett fel; pár hónapig Debrecenben működött, Temesváry Lajos társulatánál, majd később visszavonult. Erős hangját, képzettségét, zeneértését az egykorú lapok mindig dicsérték. 1871. október 18-án Budapesten Kühnel Gyula Ferenc András (szül. Tura, 1844. dec. 10.) fővárosi tanácsjegyző és fenyítő törvényszéki joggyakornok neje lett.
Halálát méhvérzés okozta.

## Szerepei
- Margit (Gounod: Faust)
- Elsa (Wagner: Lohengrin)
- Valentine (Hugonották)
- Fidelió
- Afrikai nő (címszerep: Selica)
- Erzsébet (Hunyadi László)
- Donna Anna (Don Juan)
- Zsidónő (címszerep: Recha)